# Landhemisphäre

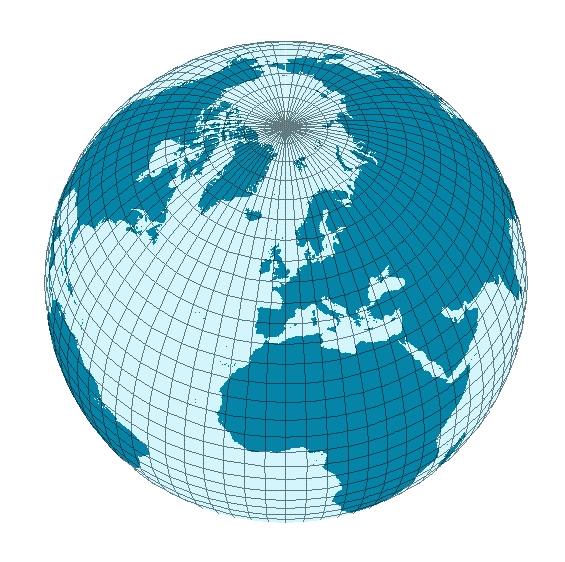
Landhalbkugel (53 % Wasser, 47 % Land)

Flächentreue Azimutalprojektion der Landhemisphäre
(mit Projektionszentrum auf dem Nullmeridian bei 50° N, im Ärmelkanal)

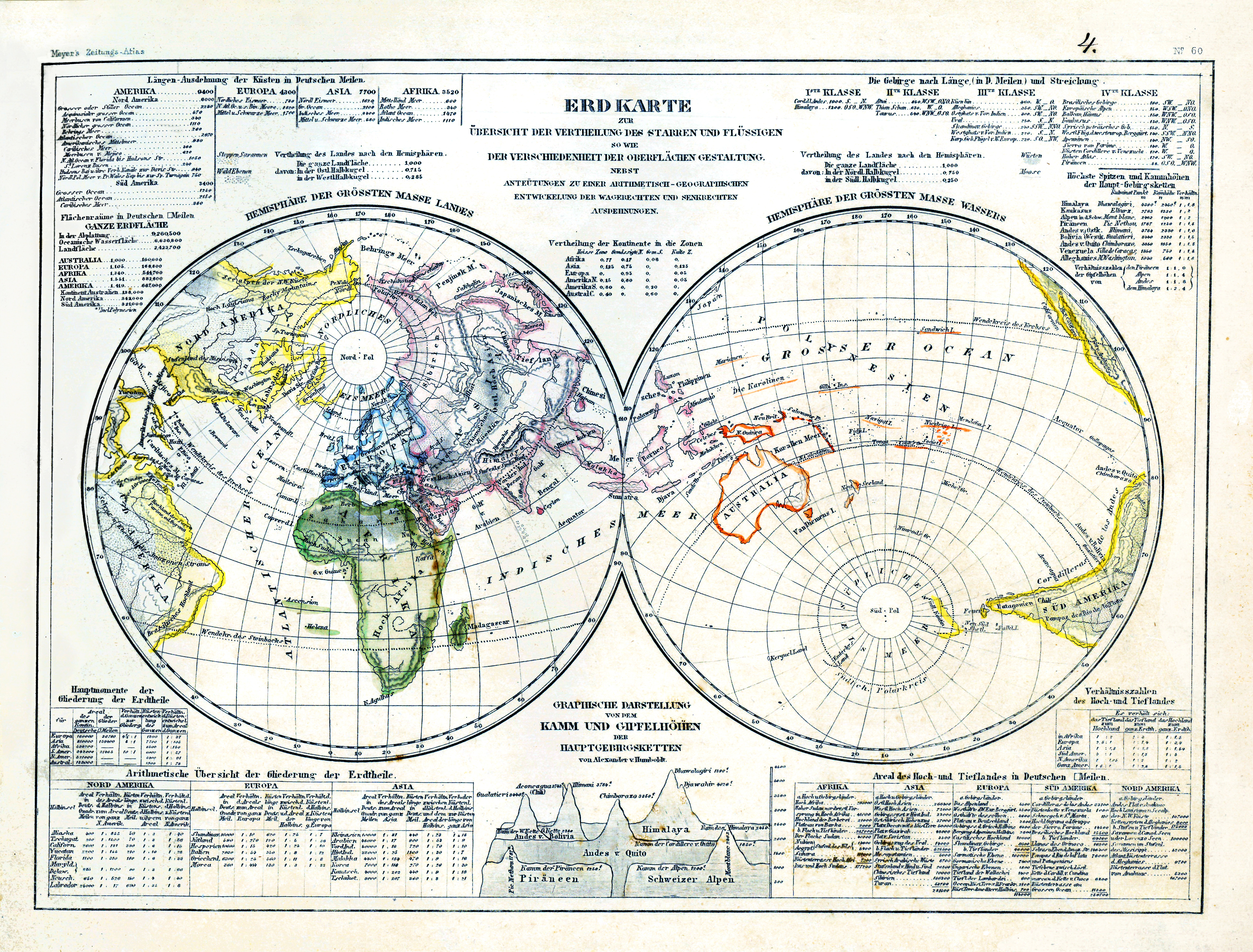
Erdkarte von 1849 mit der Hemisphäre der grössten Masse Landes (links) und der Hemisphäre der grössten Masse Wassers (rechts)

Als die Landhemisphäre oder Landhalbkugel wird die Halbkugel (Hemisphäre) des Erdglobus bezeichnet, die (rechnerisch ermittelt) den größten Festlandanteil aufweist.
Ihr Zentrum liegt bei 47° 13′ N, 1° 32′ W in der französischen Stadt Nantes in der Region Pays de la Loire. Nach einer früheren Berechnung liegt das Zentrum bei 47° 25′ N, 2° 37′ W bei der Insel Dumet, etwa 6 km vor der französischen Atlantikküste bei der Ortschaft Piriac-sur-Mer, nordwestlich der Mündung der Loire. Die Landhemisphäre umfasst ganz Europa, Afrika, Nordamerika und Grönland, etwa 95 Prozent von Asien (bis auf fernöstliche Küstenzonen) und zwei Drittel von Südamerika.
Knapp 6/7 (85,6 %) der Landfläche der Erde liegen auf der Landhemisphäre, die ihrerseits zu 53 Prozent der Oberfläche von Wasser und zu 47 Prozent von Land bedeckt ist. Somit überwiegt der Wasseranteil selbst auf der Halbkugel mit dem größten Festlandanteil.
Global sind es 71 Prozent Wasser und 29 Prozent Land.
Die konträre Wasserhemisphäre (mit dem minimalen Landanteil) hat ihr Zentrum im südwestlichen Pazifik, nahe den Bountyinseln Neuseelands.